# Procediment Ostwald
El procediment Ostwald és el procediment industrial que s'empra en l'actualitat per a la producció d'àcid nítric {\displaystyle {\ce {HNO3}}} i que es basa en l'oxidació de l'amoníac {\displaystyle {\ce {NH3}}} amb dioxigen {\displaystyle {\ce {O2}}} catalitzada per platí. La reacció fou descoberta pel químic francès Frédéric Kuhlmann el 1838 i el químic alemany Wilhelm F. Ostwald el 1902 descobrí les condicions més favorables per a la seva producció industrial.

## Història

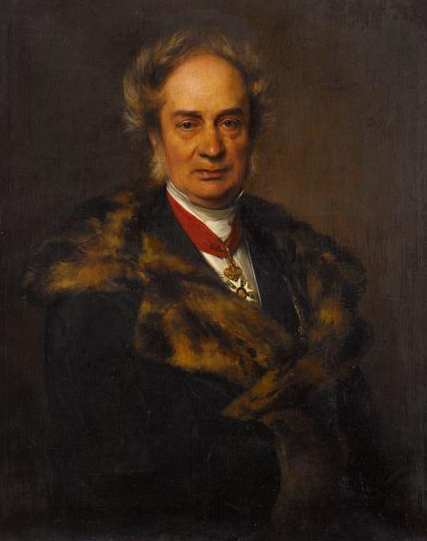
Frédéric Kuhlmann (1803-1881)

El químic francès Charles Frédéric Kuhlmann (1803-1881), catedràtic de química industrial de la Universitat de Lille, descobrí que en passar una barreja d'amoníac i aire per sobre d'una esponja de platí escalfada a uns 300 °C en un tub de vidre, s'obtenia àcid nítric, amb el qual es podia produir nitrat de potassi emprat en l'obtenció de pólvora. Kuhlmann patentà aquest procediment el 1838 i el 1839. Tanmateix, en aquella època el nitrat de potassi estava disponible de manera senzilla i econòmica, ja que s'obtenia dels dipòsits de guano de Xile, i el nou procés no podia oferir cap avantatge comercial. Però Kuhlmann creia que arribaria a ser-ho, a l'hora que podria garantir el subministrament en cas de guerra per a la producció de pólvora. El 1825 havia fundat Etablissements Kuhlmann, una indústria química que amb el temps arribaria a ser un dels grans productors d'àcid nítric.

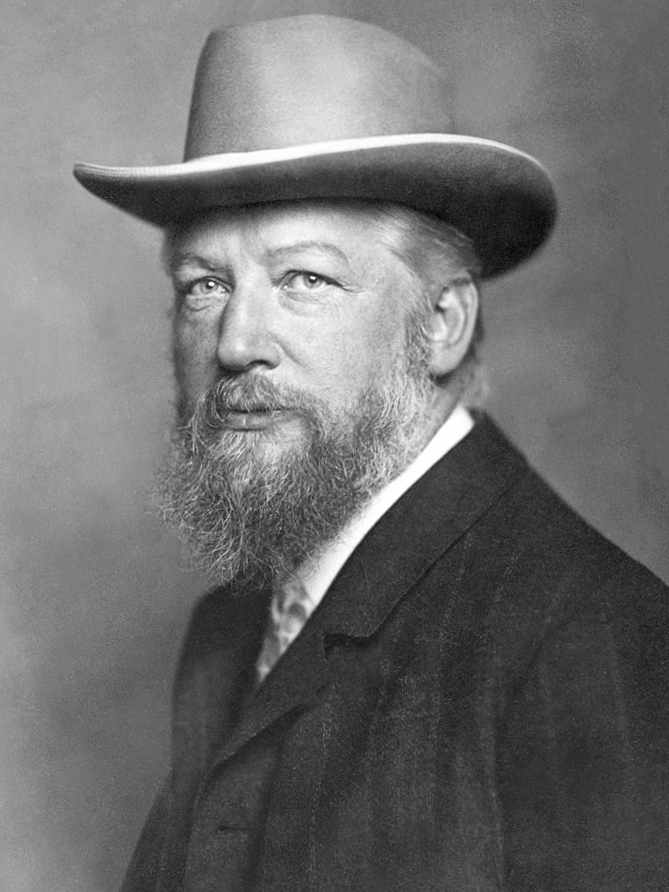
Wilhelm Ostwald cap el 1913

El químic alemany Wilhelm F. Ostwald (1853-1932) de la Universitat de Leipzig, guardonat amb el Premi Nobel de Química l'any 1909, inicià una recerca exhaustiva sobre la reacció d'oxidació de l'amoníac amb el seu col·laborador Eberhard Brauer a partir del treball de Kuhlmann. Amb el coneixement de les millors condicions de pressió, temperatura, temps de contacte i altres, patentà el procediment Ostwald el 1902. El 1904 ja havien construït i operat una planta pilot i Ostwald i Brauer decidiren muntar una planta a major escala a Gerthe, actualment part de Bochum, Rin del Nord-Westfàlia, per produir 300 kg al dia d'àcid nítric. Es posà en funcionament el maig de 1906 i demostrà plenament la viabilitat del procés. L'empresa BASF (Badische Anilin und Soda Fabrik) que havia començat a produir amoníac amb el procediment Haber argumentà que la publicació prèvia de Kulhmann i d'altres invalidava la principal patent d'Ostwald, i aquest retirà la sol·licitud el 1907 a Alemanya, mentre que la mantingué en altres països que l'admeteren (Anglaterra, França, Suïssa i els Estats Units). Aleshores, en secret, Ostwald i Brauer dissenyen i construïren una planta a gran escala que, a finals del 1908, produïa unes tres tones diàries d'àcid nítric al 53 %. Empraven un catalitzador de platí d'uns 50 g, escalfat inicialment per una flama d'hidrogen. La vida del catalitzador era curta, no arribant a superar les sis setmanes. Els desavantatges del procés incloïen la quantitat relativament gran de platí necessària per unitat d'àcid produïda i la incertesa del control de temperatura del catalitzador. El 1908 Ostwald aconseguí finalment la patent a Alemanya quan feia setanta anys de la patent de Kulhmann i l'amoníac s'havia començat a produir a gran escala.
Per altra banda Karl Kaiser, de la Technische Hochschule de Charlottenburg, investigà el problema del catalitzador i presentà patents el 1909 sobre el preescalfament de l'aire a 300 o 400 °C i l'ús de capes de gases de platí. Fou el primer a emprar platí en forma de gasa, teixida amb filferro de 0,06 mm de diàmetre teixit amb 1050 forats/cm². El 1912, Kaiser tenia una planta pilot en funcionament a Spandau, Berlín, però mentre industrials britànics, francesos i americans l'inspeccionaren repetidament, no s'interessaren pel seu procediment, tot i que es construí una planta a Khàrkiv, Rússia.
El 1907, Nikodem Caro (1871-1935), de la Bayerische Stickstoffwerke AG, i Adolph Frank (1834-1916), els inventors del procediment de la cianamida, havien reivindicat un mètode de producció d'àcid nítric a partir d'amoníac mitjançant un catalitzador format essencialment per òxid de tori barrejat amb petites quantitats de terres rares com l'òxid de ceri. Aquest catalitzador no funcionà, però Caro i el fill de Frank, Albert, que llavors era enginyer químic a la Bayerische Stickstoffwerke, presentaren diverses patents durant 1914, amb una sola gasa de platí que s'escalfava elèctricament. L'esclat de la Primera Guerra Mundial (1914-1918) donà un impuls al projecte de Caro i Frank, especialment quan els aliats impediren el subministrament, mitjançant el bloqueig marítim, de nitrats procedents de Xile i altres indrets. El 1916 la Berlin-Anhaltische Maschinenbau A.G. (BAMAG), havia construït més de trenta plantes, primer per al subministrament d'òxid nítric a les plantes d'àcid sulfúric i més tard per a la producció d'àcid nítric. Posteriorment, se substituí la gasa única de platí per diverses gases i s'eliminà la calefacció elèctrica. Aquest tipus de planta subministrava tot l'àcid nítric necessari per als explosius a l'Imperi Alemany durant els darrers anys de la guerra. El convertidor tenia un diàmetre de 20 polzades, el catalitzador consistia en una capa de tres gases de platí teixides de filferro de 0,006 polzades de diàmetre que funcionava a uns 700 °C. Els catalitzadors millorats podien durar fins a sis mesos. L'amoníac necessari es produïa en gran quantitat gràcies al procediment Haber-Bosch que s'havia començat a produir a escala industrial el 1913 a Oppau (ara part de Ludwigshafen, Renània-Palatinat). La capacitat de producció s'incrementà en els anys següents, la qual cosa allargà la Primera Guerra Mundial.

## Procediment
El procediment Ostwald té lloc en tres etapes que requereixen altes pressions en la primera i la darrera. La forma en què es troben aquests tres passos implementats caracteritza diferents variants del procediment. En els procediments anomenats de monopressió la combustió d'amoníac i l'absorció de NOx tenen lloc a la mateixa pressió de treball. Aquests inclouen la pressió mitjana (230–600 kPa) i alta pressió (700–1100 kPa). En els procediments de doble pressió, la pressió d'absorció és superior a la pressió de combustió. Les plantes modernes de doble pressió empren unes pressions en l'etapa de combustió de 400–600 kPa i en la d'absorció de 900–1400 kPa.

### Etapa 1. Combustió de l'amoníac
En la primera etapa l'amoníac, procedent del procés de Haber-Bosch o del procés de la cianamida, es mescla amb unes deu vegades el seu volum d'aire, escalfat a uns 600 °C. Aquesta mescla es posa en contacte amb una reixeta de platí o d'un aliatge de platí i rodi, que actua de catalitzador, durant un temps de només 0,01 s per impedir la dissociació del monòxid de nitrogen {\displaystyle {\ce {NO}}} format. La reacció és molt exotèrmica ({\displaystyle {\ce {\Delta H = - 905,2 kJ/mol}}}) i la temperatura puja fins als 1000 °C. La reacció és:{\displaystyle {\ce {4NH3 + 5O2 <=> 4NO + 6H2O}}}Segons la teoria de la hidroxilamina, proposada pel químic prussià Max Bodenstein (1871-1942) el 1935, el mecanisme d'aquesta primera reacció es produeix amb els següents passos: el dioxigen {\displaystyle {\ce {O2}}}és adsorbit sobre la superfície del catalitzador, el qual provoca la seva dissociació en oxigen atòmic {\displaystyle {\ce {O}}}, l'amoníac {\displaystyle {\ce {NH3}}} reacciona amb aquest oxigen atòmic, sobre la superfície del catalitzador, per produir hidroxilamina {\displaystyle {\ce {NH2OH}}}. Al seu torn, aquesta reacciona amb el dioxigen {\displaystyle {\ce {O2}}} per formar àcid nitrós {\displaystyle {\ce {HNO2}}}, que després es dissocia a monòxid de nitrogen {\displaystyle {\ce {NO}}} i radical {\displaystyle {\ce {OH}}}. Finalment dos d'aquests radicals reaccionen per donar aigua i oxigen atòmic:
{\displaystyle {\ce {O2 <=> 2O}}}{\displaystyle {\ce {O + NH3 -> NH2OH}}}{\displaystyle {\ce {NH2OH + O2 -> HNO2 + H2O}}}{\displaystyle {\ce {HNO2 -> NO + OH}}}{\displaystyle {\ce {2 OH -> H2O + O}}}

### Etapa 2. Oxidació del monòxid de nitrogen
Posteriorment s'afegeix més aire per refredar la mescla i produir una nova oxidació del monòxid de nitrogen {\displaystyle {\ce {NO}}} a diòxid de nitrogen {\displaystyle {\ce {NO2}}}. Un altre cop la reacció és exotèrmica ({\displaystyle {\ce {\Delta H = - 114 kJ/mol}}}):{\displaystyle {\ce {2NO + O2 <=> 2NO2}}}

### Etapa 3. Absorció del diòxid de nitrogen
Finalment es fa reaccionar amb aigua i s'obté àcid nítric {\displaystyle {\ce {HNO3}}} i àcid nitrós {\displaystyle {\ce {HNO2}}}. Aquest es descompon en diòxid de nitrogen, monòxid de nitrogen i aigua, i es recupera el monòxid de nitrogen que torna a la cambra de reacció. Aquestes reaccions són també exotèrmiques ({\displaystyle {\ce {\Delta H = - 117 kJ/mol}}}):
{\displaystyle {\ce {2NO2 + H2O <=> HNO3 + HNO2}}}{\displaystyle {\ce {2HNO2 <=> NO2 + NO + H2O}}}